# Картум
Картум (арап. الخرطوم) је главни град Судана и истоименог вилајета. Налази се на ушћу Белог и Плавог Нила где се ове две реке спајају у реку Нил и настављају ток ка северу.
Према попису из 2005. године има 2.207.794 становника, док урбана агломерација има 8 милиона становника. Картум чини јединствено градско подручје са градовима Северни Картум и Омдурман са којима је повезан мостовима. Картум је лоциран између Белог и Плавог Нила, Северни Картум је са друге стране Плавог Нила, а Омдурман на другој обали Белог.
Овде се налази Национални музеј Судана.

## Географија
Картум се налази у средишњем Судану, на ушћу Белог и Плавог Нила, на месту на којем се формира река Нил која има изразито велико значење за цели Судан и суседни Египат. На самом ушћу налази се речно острво Тути. Простор уз Бели Нил јужно од града је мочваран.
Картум се налази у пустињи и има врелу пустињску климу, вреле дане (до 53 °C) и хладне ноћи (до 16 °C). Температуре су целе године високе, а киша пада само у јулу и августу. Годишња количина падавина је просечно свега 155 mm. Средином лета температуре се дижу до 53 °C. Седам месеци годишње просечна максимална дневна температура је изнад 38 °C, ни у једном месецу температура не пада испод 32 °C.
Картум ис релативно раван, са надморском висином од 385 m (1.263 ft), док нил тиче североисточно поред Омдурмана до Шендија, на елевацији од 364 m (1.194 ft) удаљеном око 101 mi (163 km).

### Клима
Клима у Картуму је врела сушна клима, где падавина има само у јулу и августу. Годишња количина падавина је просечно свега 155 mm. Средином лета температуре се дижу до 53 °C. Седам месеци годишње просечна максимална дневна температура је изнад 38 °C. Ни у једном месецу ова температура није испод 32 °C. Температуре у току ноћи су знатно свежије и спуштају се до 16 °C.
| Клима Картума (1971–2000)                                                           | Клима Картума (1971–2000) | Клима Картума (1971–2000) | Клима Картума (1971–2000) | Клима Картума (1971–2000) | Клима Картума (1971–2000) | Клима Картума (1971–2000) | Клима Картума (1971–2000) | Клима Картума (1971–2000) | Клима Картума (1971–2000) | Клима Картума (1971–2000) | Клима Картума (1971–2000) | Клима Картума (1971–2000) | Клима Картума (1971–2000) |
| Показатељ \ Месец                                                                   | .Јан.                     | .Феб.                     | .Мар.                     | .Апр.                     | .Мај.                     | .Јун.                     | .Јул.                     | .Авг.                     | .Сеп.                     | .Окт.                     | .Нов.                     | .Дец.                     | .Год.                     |
| ----------------------------------------------------------------------------------- | ------------------------- | ------------------------- | ------------------------- | ------------------------- | ------------------------- | ------------------------- | ------------------------- | ------------------------- | ------------------------- | ------------------------- | ------------------------- | ------------------------- | ------------------------- |
| Апсолутни максимум, °C (°F)                                                         | 39,7 (103,5)              | 42,5 (108,5)              | 45,2 (113,4)              | 46,2 (115,2)              | 46,8 (116,2)              | 46,3 (115,3)              | 44,5 (112,1)              | 43,5 (110,3)              | 44,0 (111,2)              | 43,0 (109,4)              | 41,0 (105,8)              | 39,0 (102,2)              | 46,8 (116,2)              |
| Максимум, °C (°F)                                                                   | 30,7 (87,3)               | 32,6 (90,7)               | 36,5 (97,7)               | 40,4 (104,7)              | 41,9 (107,4)              | 41,3 (106,3)              | 38,5 (101,3)              | 37,6 (99,7)               | 38,7 (101,7)              | 39,3 (102,7)              | 35,2 (95,4)               | 31,7 (89,1)               | 37,0 (98,6)               |
| Просек, °C (°F)                                                                     | 23,2 (73,8)               | 25,0 (77)                 | 28,7 (83,7)               | 31,9 (89,4)               | 34,5 (94,1)               | 34,3 (93,7)               | 32,1 (89,8)               | 31,5 (88,7)               | 32,5 (90,5)               | 32,4 (90,3)               | 28,1 (82,6)               | 24,5 (76,1)               | 29,9 (85,8)               |
| Минимум, °C (°F)                                                                    | 15,6 (60,1)               | 16,8 (62,2)               | 20,3 (68,5)               | 24,1 (75,4)               | 27,3 (81,1)               | 27,6 (81,7)               | 26,2 (79,2)               | 25,6 (78,1)               | 26,3 (79,3)               | 25,9 (78,6)               | 21,0 (69,8)               | 17,0 (62,6)               | 22,8 (73)                 |
| Апсолутни минимум, °C (°F)                                                          | 8,0 (46,4)                | 8,6 (47,5)                | 12,6 (54,7)               | 12,7 (54,9)               | 18,5 (65,3)               | 20,2 (68,4)               | 17,8 (64)                 | 18,0 (64,4)               | 17,7 (63,9)               | 17,5 (63,5)               | 11,0 (51,8)               | 6,2 (43,2)                | 6,2 (43,2)                |
| Количина падавина, mm (in)                                                          | 0,0 (0)                   | 0,0 (0)                   | 0,1 (0,004)               | 0,0 (0)                   | 3,9 (0,154)               | 4,2 (0,165)               | 29,6 (1,165)              | 48,3 (1,902)              | 26,7 (1,051)              | 7,8 (0,307)               | 0,7 (0,028)               | 0,0 (0)                   | 121,3 (4,776)             |
| Дани са падавинама (≥ 0.1 mm)                                                       | 0,0                       | 0,0                       | 0,1                       | 0,0                       | 0,9                       | 0,9                       | 4,0                       | 4,2                       | 3,4                       | 1,2                       | 0,0                       | 0,0                       | 14,7                      |
| Релативна влажност, %                                                               | 27                        | 22                        | 17                        | 16                        | 19                        | 28                        | 43                        | 49                        | 40                        | 28                        | 27                        | 30                        | 29                        |
| Сунчани сати — месечни просек                                                       | 316,2                     | 296,6                     | 316,2                     | 318,0                     | 310,0                     | 279,0                     | 269,7                     | 272,8                     | 273,0                     | 306,9                     | 303,0                     | 319,3                     | 3.580,7                   |
| Сунчани сати — дневни просек                                                        | 10,2                      | 10,5                      | 10,2                      | 10,6                      | 10,0                      | 9,3                       | 8,7                       | 8,8                       | 8,1                       | 9,9                       | 10,1                      | 10,3                      | 9,8                       |
| Извор #1: World Meteorological Organisation, NOAA (extremes and humidity 1961–1990) |                           |                           |                           |                           |                           |                           |                           |                           |                           |                           |                           |                           |                           |
| Извор #2: Deutscher Wetterdienst (sun, 1961–1990)                                   |                           |                           |                           |                           |                           |                           |                           |                           |                           |                           |                           |                           |                           |

## Историја
Картум је 1821. основао Ибрахим паша, владар Египта, као испоставу египатске војске. Насеље се ширило као трговачки центар, што је обухватало и трговину робовима. Трупе лојалне вођи Махдију почеле су опсаду Картума 13. марта 1884. и до јануара 1885. заузеле град и масакрирале англо-египатски гарнизон. Британци су 1898, под вођством ерла Херберта Киченера, победили Махдијеве трупе у крвавој бици код Омдурмана. Од 1899. Картум је главни град англо-египатског Судана. Британци су осмислили правоугаони и дијагонални план градских улица. Када је Судан стекао независност 1956, Картум је постао његов главни град.
Нафтовод између Картума и луке Порт Судан отворен је 1977.
Током 1970-их и 1980-их, Картум је био одредиште стотина хиљада избеглица које су бежале од регионалних конфликата (Чад, Етиопија, Еритреја, Уганда). Еритрејске и етиопске избеглице су асимилиране, док се већина осталих населила у сиротињска насеља на ободима града. Од средине 1980-их овде су дошле и избеглице које су побегле од сукоба у Дарфуру и јужном Судану.

## Економија
Привреда Картума је последњих година у брзој експанзији, што је последица суданског богатства нафтним изворима. Од индустријских грана у граду значајне су: штампарска, индустрија стакла, прехрамбена и текстилна. Индустрија прераде нафте је углавном лоцирана северно од града.
Тренутно се у Картуму граде два хотела највише категорије, нови аеродром и два моста (уз 6 постојећих).

## Становништво
Сам град Картум има пет милиона становника. Агломерација Велики Картум, који се састоји од Картума, Северног Картума (ал-Картум Бахри или Бахри) индустријског града са северне стране Плавог Нила повезаног с Картумом, који има статус посебног града и Омдурмана, такође посебног града са западне стране Белог Нила који је такође повезан с Картумом, има 8.363.915 становника. Картум је четврти град Африке по величини.
Раст становништва Картума:
| Година            | Становника | Становника   |
| Година            | Град       | Агломерација |
| ----------------- | ---------- | ------------ |
| 1907 (процена)    | 69.349     | процена      |
| 1956 (процена)    | 93.100     | 245.800      |
| 1973 (Попис)      | 333.906    | 748.300      |
| 1983 (Попис)      | 476.218    | 1.340.646    |
| 1993 (Попис)      | 947.483    | 2.919.773    |
| 2007 (Предвиђање) | 2.207.794  | 8.363.915    |

## Привреда
Привредна активност у Картуму последњих година убрзано расте, због открића нафтних извора по Судану. Од индустрија у граду значајне су: прехрамбена и текстилна, штампарска и производња стакла. Велика рафинерија налази се северно од центра града.
Данашњи Картум је велико градилиште, тренутно се граде два хотела највише категорије, нови аеродром и два нова моста (уз 6 постојећих) и бројни модерни трговачки центри. Околина града има велике фарме које се натапају водом из Нила.

## Партнерски градови
- Џибути
- Истанбул[14][15]
- Анкара[16]
- Харгеиса
- Вухан[17]
- Каиро[18]
- Аман
- Санкт Петербург
- Асмара
- Адис Абеба[19]
- Бразилија[20]
- Дубаи
- Техеран